# Club Almirante Brown
Club Almirante Brown – argentyński klub piłkarski z siedzibą w mieście San Justo, będącym częścią zespołu miejskiego Buenos Aires.

## Osiągnięcia
- Mistrz Tercera de Ascenso: 1956
- Mistrz Primera C Metropolitana: 1965

## Historia
Klub założony został 17 stycznia 1922 roku. Początkowa nazwa klubu brzmiała Centro Atlético y Recreativo Almirante Brown, następnie zmieniona została na Almirante Brown Atletic Club. W roku 1930 klub wstąpił do federacji piłkarskiej Asociación Amateur de Fútbol. W roku 1956 klub przystąpił do związku Asociación del Fútbol Argentino i wziął udział w rozgrywkach ligi Tercera División de Ascenso. Dnia 29 lipca 1967 nastąpiły zmiany statutowe, w ramach których doszło między innymi do zmiany nazwy klubu na obecnie obowiązującą - Club Almirante Brown. Dnia 14 stycznia 1969 oddano do użytku obecnie używany stadion klubowy Estadio Fragata prezes Sarmiento, mogący pomieścić 18000 widzów.